# Портленд (аеропорт, Австралія)
Портленд – аеропорт, розташований у місті Портленд, у штаті Вікторія, Австралія, за 365 км на південний захід від Мельбурна. Головний оператор аеропорту - Portland Aero Club.

## Авіакомпанії
- Sharp Airlines (Аделаїда, Гамільтон, Авалон, Ессендон)